# ジェリーフィッシュ (ゲームメーカー)
有限会社ジェリーフィッシュ (Jellyfish) は、アダルトゲームメーカー。旧称は「海月製作所」（うみつきせいさくしょ）。発売延期を繰り返すことで知られている。

## 社歴・概要
1995年、『パワースレイブ』（以後『パワスレ』）でソフトハウスとしてデビュー。当時、成人向け漫画で有名だった織倉まことのキャラクターデザインによる艶やかなヒロイン達と、それを崩さずアニメーションさせた大胆なセックスシーンが、PC-9800シリーズのユーザーやメガストアなどのアダルトゲーム専門誌上にて人気を呼ぶ。しかし、まもなく本作の原画や作画監督を担当していた外注の有名アニメーターが、セックスシーンの原画をソニアの『VIPER』シリーズからほぼ丸写ししていた事実が判明。これが、後にソニアとメガストアとの間に生じた大きな溝の原因の1つとなる。
1997年、たくま朋正にキャラクターデザイン・原画を依頼した『ルーキーズ』を発売。本作のみアニメーションは使用されなかったが、グラフィックもさながら青臭さと熱さを混在させたシナリオが評価される。
1998年、海月製作所の名をアダルトゲームファンに広く知らしめることになる『ラブ・エスカレーター』（以後、『ラブエス』）を発売。この頃になると、日本国内におけるアダルトゲームのプラットフォームは1995年のWindows 95の発売によって、それまで席巻していたPC-9800シリーズからWindows 95へほぼ移行済みであったが、それでも本作はPC-9800シリーズのユーザーによる高セールスを記録し、有限会社化へ踏み切らせるきっかけとなる。また、あまりの人気にプログラマがWindows 95用の非公式エミュレータを開発し、無償配布に踏み切ったほどである。これを期に、海月製作所は「ジェイ・ノード」や「シューティングスター」などの流通会社と親密で『ラブエス』の開発に直接携わった面々から構成される有限会社「ジェリーフィッシュ」と、そうでないソフトハウス「海月倶楽部」へ分裂した。しかし、ぶんか社が販売を担当した後者は、1999年に発売したデビュー作『30DAYS』だけで消滅することになる。
1999年にはジェリーフィッシュとしてのデビュー作『GREEN 〜秋空のスクリーン〜』（以後『GREEN』）を、2003年には『ラブエス』のリメイク作『LOVERS 〜恋に落ちたら…〜』（以後『LOVERS』）を発売。
2024年現在、『Black and White』『GREEN 〜秋空のスクリーン〜 DVD EDITION』の2作品が開発中となっているが、発売の目途は立っていない。また、『GREEN』で人気を博したサブヒロインの広瀬真理子を主人公とした2ページ漫画『真理子ちゃんがイク!!』が2001年よりアダルトゲーム専門誌「BugBug」に連載されている。

## 作品一覧
海月製作所
全てPC-9800シリーズ用。
- 1995年10月27日 - パワースレイブ
- 1997年1月31日 - ルーキーズ
- 1998年4月17日 - ラブ・エスカレーター

ジェリーフィッシュ
全てWindows用。
- 1999年12月29日 - GREEN 〜秋空のスクリーン〜
- 2003年10月10日 - LOVERS 〜恋に落ちたら…〜
- 2011年4月28日 - GREEN 〜秋空のスクリーン〜 STANDARD EDITION、SISTERS 〜夏の最後の日〜
- 2013年2月22日 - SISTERS 〜夏の最後の日〜 ULTRA EDITION

他社
全てWindows用。『とらぶる!シスタールーム』以外はオープニングアニメーション。
- 2005年10月28日 - AYAKASHI
- 2006年2月24日 - あると
- 2007年2月2日 - プリミティブ リンク
- 2007年8月31日 - とらぶる!シスタールーム（OPデモムービーアニメパート）
- 2007年11月30日 - 明日の君と逢うために
- 2008年7月31日 - 春色桜瀬
- 2008年12月26日 - Maple Colors 2

## スタッフ
中心スタッフ
- bucci - プロデューサー。
- 滝美梨香 - 監督、脚本、原画。
- MAB - 脚本家。
- 十重五重 - アニメーター。

外注スタッフ
- 西井正典 - アニメーター。南町奉行所に所属当時、『パワスレ』の原画や作画監督を担当。
- 松俊一 - アニメーター。『ラブエス』『GREEN』『LOVERS』の作画監督を担当。
- 神坂公平 - アニメーター。『SISTERS』『SISTERS UE』のキャラクターデザインと総作画監督を担当。
- 古美明 - スタジオオルフェ所属のキャラクターデザイナー。『ラブエス』『GREEN』のキャラクターデザインを担当。
- 織倉まこと - 漫画家。『パワスレ』のキャラクターデザインを担当。
- たくま朋正 - 漫画家。『ルーキーズ』のキャラクターデザインと原画を担当。
- らする - 漫画家。『SISTERS』『SISTERS UE』のキャラクター原案を担当。
- Production Starhole - プログラマ。
- sneer - プログラマ。
- ham - 作曲家。
- TeeD - 作曲家。